# David Robertson (ciclista)
David Cairns Robertson (1883 — 11 de agosto de 1963) foi um ciclista britânico. Defendeu as cores do Reino Unido em duas provas nos Jogos Olímpicos de 1908, em Londres, onde destacou-se nos 100 quilômetros ao terminar na sétima posição.
Irmão de Archie Robertson, campeão olímpico do atletismo.